# Эймс, Клэр
Клэр Эймс (англ. Clare Eames; 5 августа 1894 — 8 ноября 1930) — американская актриса, режиссёр и жена драматурга Сидни Ховарда.

## Биография
Родилась в Хартфорде, в штате Коннектикут в семье Клэра (Хамильтона) и Хайден Эймс. Её дедушка по материнской линии был губернатор штата Мэриленд и сенатор Уильям Томас Хамильтон. Её тётей являлась оперная певица (сопрано) Эмма Эймс.
После Первой мировой войны Эймс наряду с Джинн Иглс считалась одной из лучших новых актрис бродвейской сцены. Участвовала в постановках на произведения Уильяма Шекспира, Генрика Ибсена и Джорджа Бернарда Шоу, а также снялась в нескольких немых фильмах. Скончалась в Лондоне в возрасте 36 лет от осложнений после операции незадолго до появления звукового кино. Её пережили: муж Сидни Ховард и дочь Клэр, которая позже будет известна как Дженнифер Ховард.

## Фильмография
- Дороти Вернон из Хэддон-Холла[англ.] (1924)
- Лебедь[англ.] (1925)
- Новая заповедь (1925)
- Три страсти[англ.] (1929)